# Zelindopsis nigrocauda
Zelindopsis nigrocauda là một loài ruồi trong họ Tachinidae.